# Moritz Schiff

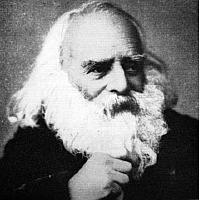
Moritz Schiff

Josef Moritz Schiff, född 28 januari 1823 i Frankfurt am Main, död 6 oktober 1896 i Genève, var en tysk fysiolog. Han var bror till Hugo Schiff.
Schiff blev 1844 medicine doktor i Göttingen och anställdes ett par år senare som föreståndare för den ornitologiska avdelningen av zoologiska museet i Frankfurt am Main. År 1848 tillhörde han som läkare den badensiska revolutionshären, var 1854–63 professor i jämförande anatomi i Bern, efter det han på grund av sina åsikter av den hannoverska regeringen utvisats från Göttingen, där han velat vinna anställning som privatdocent. Från Bern kallades han 1863 till professor vid Istituto di studi superiori i Florens och därifrån 1876 till professor i Genève. 
Schiff var en originell och självständigt tänkande forskare; genom ett omfattande arbete gjorde han en mängd, delvis mycket betydande, upptäckter, vilka dockl på grund av hans framställningssätt och hans inte sällan oriktiga uppgifter vid sitt framträdande ofta möttes med ett inte helt oberättigat misstroende och först längre fram vann erkännande. Hit hör upptäckten av sköldkörtelns vitala betydelse, liksom av de kärlutvidgande nerverna. Schiffs samlade arbeten utgavs i fyra band 1894–98 av Alexander Herzen.